# Ordine del Santissimo Sacramento e di Nostra Signora
L'Ordine del Santissimo Sacramento e di Nostra Signora è un ordine religioso femminile di diritto pontificio.

## Storia
L'ordine fu fondato dal padre domenicano Antonio del Santissimo Sacramento Le Quieu: iniziò a progettarne la realizzazione tra il 1633 e il 1634, mentre era maestro dei novizi del convento di Avignone, e nel 1635 conobbe a Marsiglia le prime donne desiderose di abbracciare questa nuova forma di vita religiosa.
Inizialmente le donne si riunivano periodicamente per i pii esercizi e le pratiche di devozione; solo in seguito acquistarono una casa per la vita comune ed eressero una cappella, dove il 27 marzo 1659 fu celebrata la prima messa.
Il 20 marzo 1660 Étienne de Puget, vescovo di Marsiglia, impose l'abito alle prime tre suore: Anna Maria Négrel, Caterina Maria Suffin e Luce Maria Goujon; la comunità fu eretta in monastero regolare da papa Innocenzo XII con breve del 6 novembre 1693.
Il secondo monastero dell'ordine fu quello di Bollène, sorto nel 1726, dal quale provenivano tredici delle trentadue martiri ghigliottinate a Orange nel 1794 e beatificate da papa Pio XI nel 1925. Anche le monache di Marsiglia, con la Rivoluzione, furono disperse e alcune trovarono ospitalità a Roma.
Dopo la Rivoluzione la comunità di Bollène fu ricostituita e si ebbero altre fondazioni ad Avignone, Carpentras, Saint-Rémy-de-Provence, Aix e Bernay; il monastero di Marsiglia risorse nel 1817 grazie alle religiose inviate da altre comunità e nel 1863 si inaugurò il primo monastero all'estero, in Inghilterra.
Alcuni monasteri furono costretti a chiudere dopo le leggi anticongregazioniste francesi del 1901 e del 1904: alcune religiose si trasferirono all'estero, fondando monasteri in Belgio (ad Halle, poi a Spa e a Kettenis) e in Inghilterra (in diocesi di Newport, poi a Liverpool). A opera delle religiose inglesi, nel 1915 sorsero i primi monasteri dell'ordine negli Stati Uniti d'America (Yonkers e Conway).

## Attività e diffusione
Le monache dell'ordine osservano una stretta clausura. Praticano l'adorazione perpetua del Santissimo Sacramento ma, diversamente da quanto accade in altre comunità religiose, non ve ne è l'esposizione: le suore adorano a turno il Santissimo nel tabernacolo.
L'abito delle religiose è nero, con scapolare, velo e cappa bianchi.
Alla fine del 2008 l'ordine contava 3 monasteri e 19 religiose.